# Stand Still, Look Pretty
Stand Still, Look Pretty è il primo e unico album in studio del duo di musica country statunitense The Wreckers, composto da Michelle Branch e Jessica Harp. Il disco è uscito nel 2006.

## Tracce
1. Leave the Pieces (Billy Austin, Jennifer Hanson) – 3:31
2. Way Back Home (Michelle Branch, Jessica Harp) – 3:18
3. The Good Kind (Branch, Harp) – 3:45
4. Tennessee (Harp) – 4:21
5. My, Oh My (Branch, Harp, Wayne Kirkpatrick, Josh Leo) – 3:30
6. Stand Still, Look Pretty (Branch, Harp) – 2:46
7. Cigarettes (Harp) – 3:18
8. Hard to Love You (Branch, John Leventhal) – 3:52
9. Lay Me Down (Branch, Harp, Greg Wells) – 3:35
10. One More Girl (Patty Griffin) – 5:18
11. Rain (Branch) – 4:05
12. Crazy People (Branch, Harp) – 3:09